# Quintet de corda núm. 4 (Mozart)
El Quintet de corda núm. 4 en sol menor, K. 516, fou escrit per Wolfgang Amadeus Mozart el 1787. Com els altres quintets de corda de Mozart, es tracta d'una obra composta per al que es coneix com a "quintet amb viola": un quartet de corda més una viola addicional.
L'obra fou completada el 19 d'abril de 1787, menys d'un mes després d'haver acabat el Quintet de corda núm. 3 en do major. No seria aquesta l'única vegada que Mozart compon un gran parell d'obres amb les mateixes tonalitats (do major i sol menor) i apareixen publicades un darrere l'altre, i reben números consecutius en el Catàleg Köchel. Així, l'any següent (1788), dues simfonies serien completades amb unes setmanes de diferència: la Simfonia núm. 40 en sol menor i la Simfonia núm. 41 en do major.

## Anàlisi musical
L'obra consta de quatre moviments estàndards:
1. Allegro
2. Menuetto: Allegretto
3. Adagio ma non troppo
4. Adagio - Allegro

L'obra presenta un caràcter fosc i melancòlic, típic de les composicions mozartianes en sol menor.
El primer moviment està escrit en forma sonata, amb els dos grups temàtics iniciats en sol menor. El moviment no resol en el mode major en la recapitulació, i conclou en mode menor.
El Menuetto és el segon moviment, i només té de minuet el nom, ja que el turbulent tema en sol menor i els robustos acords de tercera batuts, li confereixen un caràcter molt poc ballable. El trio central està en la brillant tonalitat de sol major.
El tercer moviment, compost en mi bemoll major és lent, malenconiós i nostàlgic, promovent la desesperació ocasionada pels moviments previs. Tchaikovsky va dir d'aquest moviment: «Ningú ha sabut mai tan bé com interpretar tan exquisidament en música el sentiment de resignació i la inconsolable ombra».
L'inici del quart moviment no es correspon amb el típic finale de tempo ràpid, sinó que és una lenta cavatina, de nou en la tonalitat principal de sol menor. Es tracta d'un cant fúnebre o lament més pausat fins i tot que el moviment que el precedeix. La música es delecta en aquesta àrea fosca durant uns minuts, abans d'arribar a una ominosa pausa. En aquest moment, Mozart es llança inesperadament cap al bulliciós Allegro en sol major, que genera un aquest contrast entre aquest moviment i els que el precedeixen. La crítica ha suggerit en diverses ocasions que aquest despreocupat finale va poder haver estat afegit per esmorteir l'efecte creat en l'oient després de tres moviments d'intensa afecció.

## Audició
Interpretació del Quintet de corda núm. 4 per Roxana Pavel Goldstein, Elizabeth Choi (violins); Elias Goldstein, Sally Chisholm (violes); Jocelyn Butler (violoncel).
| Quintet de corda núm. 4, K. 516 | Quintet de corda núm. 4, K. 516 |
| ------------------------------- | ------------------------------- |
| 1. Allegro                      |                                 |
|                                 |                                 |
|                                 |                                 |
|                                 |                                 |
| 2. Menuetto: Allegretto         |                                 |
|                                 |                                 |
|                                 |                                 |
|                                 |                                 |
| 3. Adagio ma non troppo         |                                 |
|                                 |                                 |
|                                 |                                 |
|                                 |                                 |
| 4. Adagio - Allegro             |                                 |
|                                 |                                 |
|                                 |                                 |
|                                 |                                 |